# Тянь-шаньская бурозубка
Тянь-шаньская бурозубка  (Sorex asper) — вид землеройки из рода бурозубок (Sorex). Обитает на Тянь-Шане в Китае, в восточной автономной области Синьцзян, на западе Казахстана и на севере Кыргызстана.

## Особенности
Крупная бурозука, относительно массивного телосложения. Длина тела от 65 до 77 милиметров. Длинный хвост (34—35 мм) составляет около 75%  от длины тела и покрыт волосками, образующими маленькое подобие кисточки. Ступня — 11.6—13.0 мм.  Окраскас двухцветная. Спина коричневато или светло-бурая у взрослых, серовато-бурая у молодых зверьков. Брюхо от аспидно-серого до серовато-белого. Окраска спины постепенно переходит в более светлыю окраску боков, как и боков в окраску брюха. Хвост двухцветный. Кондилобазальная длина черепа 18.1—19.5 мм. Второй промежуточный зуб самый высокий, он значительно крупнее и первого и третьего, а 5-й в два раз меньше, чем 4-й.  
Кариотип 2n= 32-33, FN=58. Половые X-хромосомы метацентрические, в кариотипе самцов тривалент: метцентрик X и две акроцентрические Y-хромосомы: Y1 и Y2.

## Распространение
Тянь-шаньская бурозубка встречается в Тянь-Шане в Китае, в восточной автономной области Синьцзян, на западе Казахстана и на севере Кыргызстана. Северная граница проходит через долину р. Чу к северу от Бишкека, затем идёт вдоль северных склонов Заилийского Алатау и южных склонов хребта Кетмень и уходит в Китай. Восточные пределы распространения в КНР не ясны, но, вероятно, связаны с границей сплошных еловых лесов из Picea schrenkiana. Южная граница от Чуйской долины идёт на юно-запад к западным отрогам хребта Таласский Алатау, затем по южном склону хр. Молдо-Тоо идёт на восток, затем смещается к югу до хребта Ат-Баши, затем через хр. Джетим смещается к  северо-востоку и по хребту Терскей-Алатау уходит в Китай. Высотное распределение, вероятно, составляет от 2000 до 3000 метров.

## Образ жизни
Обитает в еловых лесах из Picea schrenkiana, заходит и в пояс стелющейся арчи. Может населять зарастающие вырубки и искусственные посадки других хвойных пород. Предпочитает участки с валежником, крупными камнями, подлеском, речные долины. Заходит в субальпийские луга на высоту 3000 метров.
Основной элемент рациона — жуки, до 60 % содержимого желудков и дождевые черви. Зимой в питании доля семян тянь-шаньской ели может достигать 30 %. При содержании в неволе регулярно делает запасы пищи.
Первые беременные самки отмечались в конце марта в Киргизии, первые кормящие самки известны с середины мая в Казахстане. Число эмбрионов от 1 до 8 (среднее 5.3 в Киргизии и 6.1 в Казахстане). Обычно бывает два выводка: первый с середины мая до начала июня, и второй в июле — начале августа. Небольшая доля сеголетков ежегодно участвует в размножении.

## Систематика
Тянь-Шаньская бурозубка рассматривается как отдельный вид и принадлежит роду бурозубки (Sorex), который состоит примерно из 80 видов. 
Первое научное описание было проведено Олдфилдом Томасом в 1914 году. Место положение типового местонахождения обсуждается. который является жителем региона Текес, автономной области Синьцзян, описанный в Тянь-Шань. Вид был частично S. araneus как подвид. Внутри рода вид классифицируется как подрод Sorex и подрод S. tundrensis, хотя генетически они не являются близкородственными..
Помимо номинативной формы Sorex asper asper внутри вида не выделяют никакие другие подвиды.

## Угрозы и охрана
Международный союз охраны природы и природных ресурсов (МСОП) классифицирует тянь-шаньскую бурозубку как вызывающую наименьшее беспокойство из-за ее относительно большого ареала распространения и отсутствия угрозы.